# Klass II i ishockey 1927
Klass II i ishockey 1927 var den fjärde säsongen av organiserat seriespel i en andraliga i ishockey i Sverige. Sedan förra säsongen hade Lidingö IF lämnat för spel i Klass I samtidigt som IF Stefaniterna, Mariebergs IK, IF Olympia och Vasa BK tycks ha lämnat ishockeyns seriespel helt och hållet. Nya lag i serien var Djurgårdens IF som flyttats ner från Klass I där de kom sist föregående säsong samt IK Mode som flyttats upp från Klass III som de vunnit. 
Karlbergs BK vann serien och erbjöds uppflyttning till Klass I, vilket de enligt Svensk Ishockey 75 år avböjde. Vad det betydde är svårt att tolka då en serieomläggning gjordes till nästkommande säsong där Elitserien skapades som ny högsta serie med fyra lag. Andraserien fick samtidigt namnet Klass I och både Djurgården och Karlberg återfinns i nya Klass I den följande säsongen.

## Poängtabell
| Nr | Lag            | S | V | O | F | GM | IM | MK   | P |
| -- | -------------- | - | - | - | - | -- | -- | ---- | - |
| 1  | Karlbergs BK   | 5 | 4 | 0 | 1 | 11 | 6  | 1.83 | 8 |
| 2  | Djurgårdens IF | 5 | 3 | 1 | 1 | 8  | 4  | 2    | 7 |
| 3  | Kronobergs IK  | 5 | 2 | 2 | 1 | 11 | 6  | 1.83 | 6 |
| 4  | AIK            | 5 | 2 | 1 | 2 | 5  | 4  | 1.25 | 5 |
| 5  | IK Mode        | 5 | 1 | 2 | 2 | 7  | 11 | 0.64 | 4 |
| 6  | IK Hermes      | 5 | 0 | 0 | 5 | 5  | 16 | 0.31 | 0 |